# Puente Plateado
A Puente Plateado (nevének jelentése: ezüstös híd) a mexikói Torreón és Gómez Palacio városokat köti össze a Nazas folyó (általában száraz) medre felett átívelve. Ma a két város egységének egyik jelképe.

## Története
Az 1920-as években a torreóni és Gómez Palació-i városlakók egy részét egyre jobban kezdte foglalkoztatni a gondolat, hogy a Nazas folyó felett új híddal kellene összekötni a két várost. 1926-ban Antonio de Juambelz y Bracho, Julio Castrillón, Antonio Orvañanos, Agustín Zarzosa és Francisco Dingler részvételével megalakult a Sociedad Puente Nazas, azaz a Nazas-híd Társaság, amelynek jelmondata „Működjön együtt és lesz híd!” volt, legfőbb tevékenységüknek pedig a pénzgyűjtés számított. Ez a társaság feloszlott ugyan, csakúgy, mint egy két évvel később hasonló céllal alakult másik is, de 1931-ben Carlos González Fariño elnökletével és Agustín Zarzosa titkári működésével létrejött a Automóvil Club de La Laguna, vagyis a La Laguna Automobilklub, amelynek segítségével 1931. április 11-én megkezdődtek az építés munkálatai a Nazas medrében, októberben pedig már a híd szerkezete is elkészült. Eredetileg betonhídnak szánták, és a pilléreket is ennek megfelelően alakították ki, végül inkább az olcsóbb fémhíd mellett döntöttek, amelynek elkészítésével a monterreyi vas- és acélműveket bízták meg. Az építés során 360 tonna vasat, 370 tonna cementet, 244 tonna meszet, 3866 köbméter követ és 1930 köbméter kavicsot használtak fel, a költségek pedig elérték a 234 000 pesót. A híd megnyitására 1931. december 20-án került sor állami és községi elöljárók jelenlétében, az automobilklub képviseletében Isauro Martínez mondott beszédet. A lakosság jó része izgalommal és örömmel várta a pillanatot; az avatás napját valódi ünneppé változtatták a két városban.
A híd eredetileg narancs színű volt, de 2000 februárjában Gómez Palacio akkori polgármestere, Carlos Herrera ezüstösre festette, a torreóniak pedig az egységesség kedvéért az ő oldalukon levő hídrészt is ugyanilyenre színezték át: mai nevét azóta kezdték használni. Az 1990-es években emléktáblát helyeztek el rajta tervezője és építői emlékére. A 2010-es évekre a híd állapota jelentősen leromlott, de a 40-es országos főút részeként ma is használják.